# Kepler-90
Kepler-90 (o KOI-351) è una stella situata nella costellazione del Dragone, a 2500 anni luce circa dal sistema solare. Nel 2013, attorno alla stella, una nana gialla simile al Sole, è stato scoperto un sistema planetario composto da sette pianeti, che presenta diverse analogie con il sistema solare, in quanto i pianeti interni, considerando le loro dimensioni, sono probabilmente di tipo roccioso, mentre i pianeti più esterni sono giganti gassosi. La scoperta è avvenuta con il metodo del transito grazie al telescopio spaziale Kepler. Un ottavo pianeta, il terzo in ordine esterno, è stato scoperto a dicembre 2017 grazie ad un algoritmo di ricerca automatico (machine learning) sviluppato da Google.

## Sistema planetario

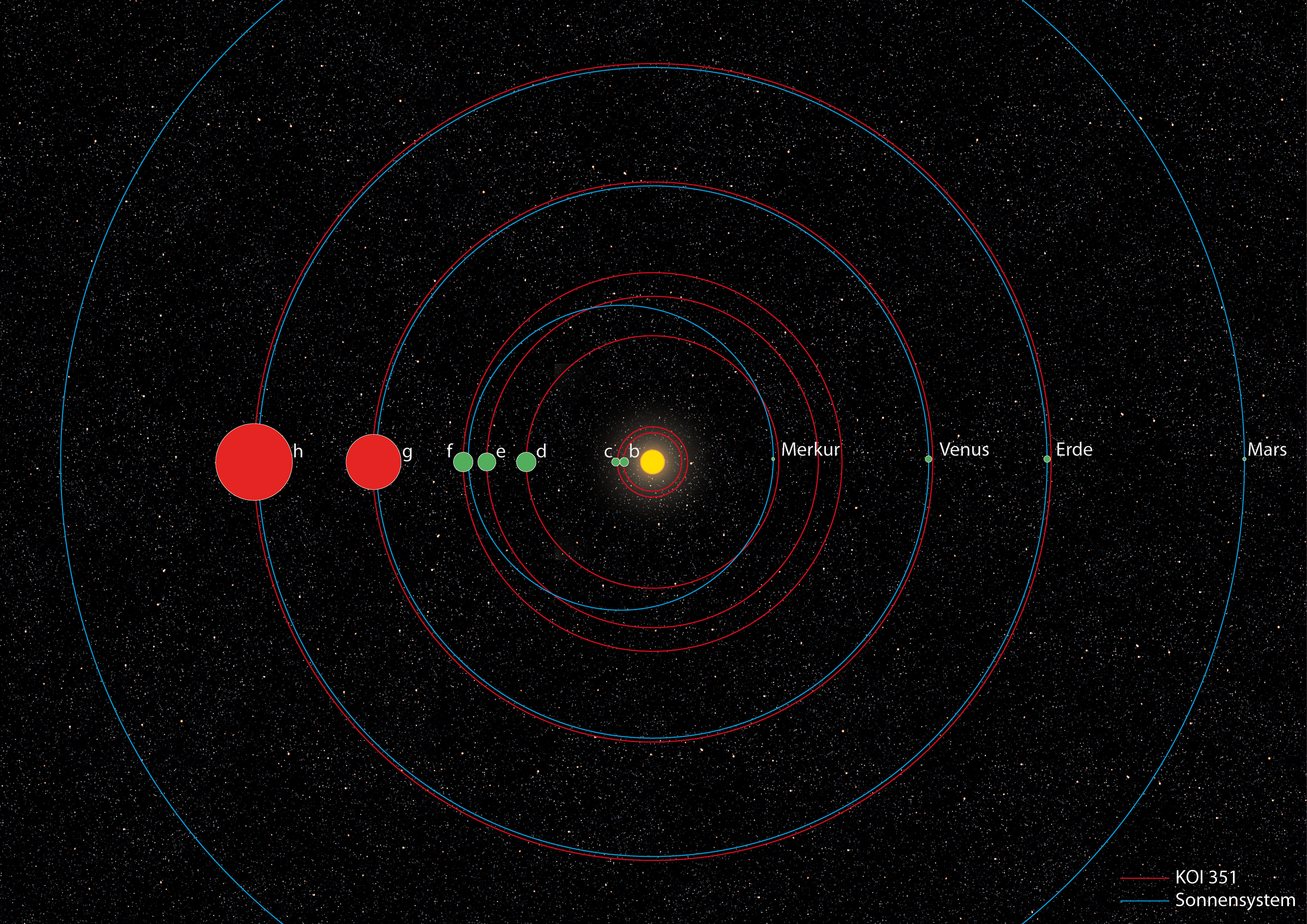
Il sistema di Kepler-90 confrontato con il sistema solare

Il sistema si distingue per la configurazione che presenta una similitudine col sistema solare, dove i pianeti più prossimi alla stella sono pianeti rocciosi, o super Terre o nel caso di quelli centrali dei mininettuno, mentre i due pianeti esterni sono invece giganti gassosi. Una differenza col sistema solare consiste nel fatto che questo sistema è più compatto, infatti Kepler-90 h, il più esterno, dista 1,01 UA dalla stella madre, ossia si trova a una distanza simile a quella della Terra dal Sole. Solo quest'ultimo pianeta quindi è nei pressi del limite interno della zona abitabile, dove potrebbe esistere acqua liquida in superficie di una sua eventuale luna, visto che il pianeta è un gigante gassoso. L'Enciclopedia dei pianeti extrasolari stima una temperatura d'equilibrio di 292 K per il pianeta più esterno, senza cioè tener conto dell'effetto serra causato dall'eventuale presenza di atmosfera, che aumenterebbe la temperatura così come avviene per la Terra e, in misura maggiore, per Venere.
Una stima molto approssimativa delle masse di Cabrera et al. va dalle 3 M⊕ dei pianeti più interni, alle 10 M⊕ dei tre pianeti centrali fino a 0,7-0,8 della massa di Nettuno e di quella di Giove, rispettivamente, per i due giganti gassosi più esterni Kepler-90 g e Kepler-90 h. 
Uno studio del 2020 basato sulle variazioni dei tempi di transito ha calcolato una massa per i pianeti g e h rispettivamente di 15+0,9
−0,8 M⊕ e di 203±5 M⊕. Per questo il pianeta g è stato indicato come un super-puff, pianeti poco densi la cui atmosfera ricca di gas volatili come idrogeno ed elio si è "gonfiata" a causa della temperatura relativamente elevata. Il suo raggio è infatti 8,1 volte quello terrestre, vale a dire più del doppio di quello di Nettuno, ma la sua massa è minore rispetto al gigante ghiacciato del sistema solare (il raggio di Nettuno è di 3,88 r⊕ la sua massa di 17,15 M⊕), così che la sua densità media è appena di 0,15 g/cm³. Per comparazione Saturno, il pianeta meno denso del sistema solare, ha una densità di 0,69 g/cm³. I due pianeti esterni sono anche in risonanza orbitale tra loro in un rapporto di 2:3.

### Prospetto
| Pianeta | Tipo            | Massa     | Raggio   | Periodo orb.     | Sem. maggiore | Eccentricità | Incl. orbita |
| ------- | --------------- | --------- | -------- | ---------------- | ------------- | ------------ | ------------ |
| b       | Roccioso        | —         | 1,31 R⊕  | 7,008151 giorni  | 0,074 UA      | —            | 89,4°        |
| c       | Roccioso        | —         | 1,18 R⊕  | 8,719375 giorni  | 0,089 UA      | —            | 89,68°       |
| i       | Super Terra     | 1,12M⊕    | 1,32R⊕   | 14,4 giorni      | 0,115 UA      | —            | 89,2°        |
| d       | Mininettuno     | —         | 2,88 R⊕  | 59,73667 giorni  | 0,32 UA       | —            | 89,71°       |
| e       | Mininettuno     | —         | 2,67 R⊕  | 91,93913 giorni  | 0,42 UA       | —            | 89,79°       |
| f       | Mininettuno     | —         | 2,89 R⊕  | 124,9144 giorni  | 0,48 UA       | 0,01         | 89,77°       |
| g       | Gigante gassoso | 15±1,3 M⊕ | 8,13 R⊕  | 210,73514 giorni | 0,71 UA       | 0,049        | 89,92°       |
| h       | Gigante gassoso | 203±16 M⊕ | 11,32 R⊕ | 331,60296 giorni | 1,01 UA       | 0,011        | 89,93°       |